# 정관 (서하)
정관(貞觀)은 서하 숭종(西夏 崇宗) 이건순(李乾順)의 치세에 쓰던 연호이다.

## 연대 대조표
| 정관        | 원년                     | 2년             | 3년            | 4년            | 5년            | 6년            | 7년             | 8년            | 9년            | 10년           |
| 서기 (西紀) | 1101년                   | 1102년          | 1103년         | 1104년         | 1105년         | 1106년         | 1107년          | 1108년         | 1109년         | 1110년         |
| 간지 (干支) | 신사(辛巳)               | 임오(壬午)      | 계미(癸未)     | 갑신(甲申)     | 을유(乙酉)     | 병술(丙戌)     | 정해(丁亥)      | 무자(戊子)     | 기축(己丑)     | 경인(庚寅)     |
| 북송 (北宋) | 건중정국 (建中靖國) 원년 | 숭녕(崇寧) 원년 | 숭녕(崇寧) 2년 | 숭녕(崇寧) 3년 | 숭녕(崇寧) 4년 | 숭녕(崇寧) 5년 | 대관(大觀) 원년 | 대관(大觀) 2년 | 대관(大觀) 3년 | 대관(大觀) 4년 |
| 정관        | 11년                     | 12년            | 13년           |                |                |                |                 |                |                |                |
| 서기 (西紀) | 1111년                   | 1112년          | 1113년         |                |                |                |                 |                |                |                |
| 간지 (干支) | 신묘(辛卯)               | 임진(壬辰)      | 계사(癸巳)     |                |                |                |                 |                |                |                |
| 북송 (北宋) | 정화(政和) 원년          | 정화(政和) 2년  | 정화(政和) 3년 |                |                |                |                 |                |                |                |

## 같이 보기
- 다른 왕조의 같은 연호
  - 당(唐) 정관(貞觀, 627년 ~ 649년)
  - 일본(日本) 조간(貞觀, 859년 ~ 877년)

- 중국의 연호 목록

| 이전 연호 영안(永安) | 중국의 연호 서하(西夏) | 다음 연호 옹녕(雍寧) |